# Kangiqsualujjuaq
Kangiqsualujjuaq (frühere Bezeichnungen: Fort Severight, Fort George River und Port du Nouveau-Québec) ist die nordöstlichste Inuit-Siedlung in der Region Nunavik, Nord-Québec und hat etwa 942 Einwohner (Stand: 2016). Die Siedlungsbezeichnung bedeutet „Sehr große Bucht“. Der Ort liegt ca. 160 Kilometer nordöstlich von Kuujjuaq in einer Akilasakalluq genannten Bucht des Rivière George, rund 25 Kilometer oberhalb dessen Mündung in die Ungava Bay. Die in der Ungava Bay herrschenden Gezeiten wirken sich bis hierhin aus und beeinflussen nachhaltig das Leben der in der Siedlung ansässigen Menschen.

## Geschichte
In den Jahren 1838 bis 1842, 1876 bis 1915 und ein drittes Mal 1923 bis 1932 betrieb die Hudson’s Bay Company südlich der heutigen Siedlung einen Handelsposten, der die Inuit jedoch nicht dazu bewog, hier zu siedeln. Sie zogen es vor, in bewährter Weise die Sommer an der Küste und die Winter im Landesinnern zu verbringen. Das begann sich erst gegen Ende der 1950er Jahre zu ändern. 1959 schlossen sich die in der Umgebung lebenden Inuit zur ersten Genossenschaft in Nord-Québec mit dem Ziel zusammen, arktischen Wandersaibling zu vermarkten (Fishermen’s Co-operative). 1962 begann der Aufbau der heutigen Siedlung, und nach einigen Jahren waren alle am George River beheimateten Inuit in vorfabrizierte Häuser gezogen. 1963 standen die erste Schule, ein Warenhaus der Genossenschaft und Verwaltungsgebäude. 1980 wurde Kangiqsualujjuaq offiziell in den Rang einer Gemeinde erhoben.
Ein tragisches Ereignis machte Kangiqsualujjuaq weithin bekannt: Während die Siedlungsbewohner in der Nacht zum 1. Januar 1999 in der Satuumavik-Schule Neujahr feierten, stürzte eine Lawine auf das Gebäude, zerstörte die Turnhalle und füllte die Klassenräume mit Schnee. Neun Menschen fanden den Tod, viele wurden verletzt. In der Folge wurden ein Sicherheitsabstand zum nahen Berg festgelegt und alle lawinengefährdeten Häuser versetzt; die neue Schule wurde 2001 eröffnet.

## Umgebung
Etwa 100 Kilometer östlich von Kangiqsualujjuaq erhebt sich die Kette der Torngat Mountains, die auf etwa 300 Kilometern Länge die von Süden nach Norden verlaufende Grenze zwischen Nord-Québec und Labrador (Provinz Neufundland und Labrador) markiert. Höchster Gipfel des Gebirgszugs ist der 1652 m hohe Mont D’Iberville. Dieser Berg ist in Neufundland und Labrador als Mount Caubvick bekannt und in Québec als Mont D’Iberville.

## Söhne und Töchter der Stadt
- Mary Simon (* 1947), Generalgouverneurin von Kanada